# Spermacoce thymoidea
Spermacoce thymoidea är en måreväxtart som först beskrevs av William Philip Hiern, och fick sitt nu gällande namn av Bernard Verdcourt. Spermacoce thymoidea ingår i släktet Spermacoce och familjen måreväxter. Inga underarter finns listade i Catalogue of Life.